# Bad Bocklet
Bad Bocklet er en købstad og kurby i Landkreis Landkreis Bad Kissingen i Regierungsbezirk Unterfranken i den tyske delstat Bayern.

## Geografi
Byen ligger ved floden Fränkische Saale omkring 10 kilometer nord for Bad Kissingen. I nord grænser kommunen til Landkreis Rhön-Grabfeld.

### Bydele, landsbyer og bebyggelser
- Bad Bocklet,
- Aschach,
- Großenbrach,
- Hohn,
- Steinach,
- Roth
- Nickersfelden.